# Кумзас-на-Томи
Кумзас-на-Томи — упразднённый посёлок в Междуреченском городском округе Кемеровской области России. Исключён из учётных данных в 2000 году. Фактически включен в состав города Междуреченск.

## География
Кумзас-на-Томи расположен в юго-восточной части Кемеровской области в горно-таёжной зоне и находится на левом берегу реки Томь, в месте впадения в неё реки Кумзас, на расстоянии приблизительно 6 км по прямой к юго-востоку от окраин города Междуреченск. Посёлок протянулся вдоль реки Кумзас от Томи до реки Безымянка.

## История
Решением Кемеровского ОИК № 204/271 от 27 мая-4 июня 1963 года из состава бывшего Кузнецкого района в административное подчинение Междуреченского горсовета передан населённый пункт Кумзас-на-Томи.
Законом Кемеровской области от 25 октября 2000 года № 708 посёлок исключен из учётных данных.

## Население
| 1970 | 1979 | 1989 |
| ---- | ---- | ---- |
| 42   | ↘9   | ↘2   |